# Robert Nivelle
Robert Georges Nivelle (Tulle, 15 de octubre de 1856-París, 23 de marzo de 1924) fue un militar francés, que alcanzó el rango de general de artillería que participó en la Rebelión de los Bóxers y en la Primera Guerra Mundial. En mayo de 1916, sucedió a Philippe Pétain como comandante del Segundo Ejército francés en la batalla de Verdún, dirigiendo las contraofensivas que hicieron retroceder a las fuerzas alemanas a finales de 1916. Durante estas acciones, él y el general Charles Mangin fueron acusados de malgastar vidas francesas. Da nombre a la Ofensiva Nivelle.

## Biografía
Nivelle, nacido el 15 de octubre de 1856 en la localidad francesa de Tulle, en Corrèze, era de padre francés y madre inglesa protestante. Nivelle también era protestante, lo que le sirvió de ayuda, ya que en el contexto de la política de los militares franceses la piedad católica era un impedimento. Comenzó su servicio en el ejército francés en 1878, tras licenciarse en la École Polytechnique. Comenzó como subteniente de la artillería francesa y llegó a coronel de artillería en diciembre de 1913[6]. Durante ese periodo, Nivelle sirvió con distinción en Argelia, Túnez y China durante la rebelión de los bóxers (1898-1901).

### Primera Guerra Mundial
Descrito como "un artillero elocuente e inmensamente seguro de sí mismo", Nivelle desempeñó un papel clave en la derrota de los ataques alemanes durante la Ofensiva de Alsacia, la Primera Batalla del Marne y la Primera Batalla del Aisne, gracias al intenso fuego de artillería que organizó contra ellos, por lo que fue ascendido al rango de general en octubre de 1914.
En 1916 tuvo lugar la batalla de Verdún (21 de febrero-18 de diciembre), durante la cual Nivelle fue subordinado de Philippe Pétain. Cuando Pétain fue ascendido al mando del Grupo de Ejércitos Central francés, Nivelle fue ascendido al anterior mando de Pétain del Segundo Ejército francés, que luchaba contra los alemanes en Verdún, y asumió el control directo del ejército el 1 de mayo de 1916.
Reconquistó a los alemanes los fuertes de Douaumont y Vaux junto al general Charles Mangin, mostrando ya en ese instante poco respeto por la pérdida de vidas humanas. A consecuencia de estas victorias, el 25 de diciembre de 1916, ya que sus promesas de una rápida victoria sedujeron a la Comisión del Ejército en el Parlamento, reemplazó como comandante en jefe del Ejército al general Joseph Joffre, ascendido a la dignidad de mariscal de Francia, pero juzgado demasiado estático y cansado por dos años consecutivos de guerra de trincheras sin crear ninguna ocasión de penetración decisiva en el dispositivo alemán.

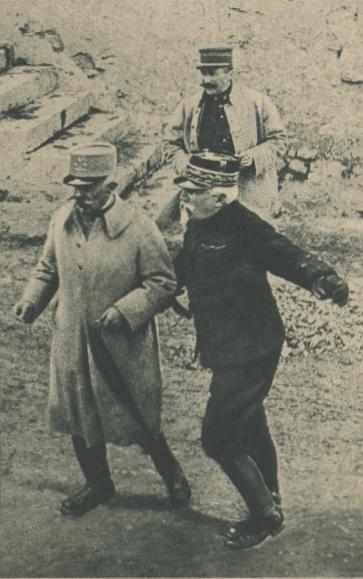
Los generales Nivelle y Balfourier durante una visita al frente en 1916.

Encandilaba a sus aliados británicos, ya que era protestante y además hablaba el inglés con facilidad. Decidió poner fin a la guerra de desgaste que se llevaba a cabo en el frente en Verdún regresando al concepto de «ataque en profundidad»: contaba con sacar ventaja de ataques masivos frontales al amparo de una barrera de fuego artillero. Seducido por esas perspectivas, Lloyd George aceptó colocar tropas británicas bajo su mando. Pero se comentaba que guardar un secreto no era el punto fuerte de Nivelle, y que habría hablado de su ofensiva en el curso de una comida a unas damas. Para colmo de mala suerte, los alemanes encontraron un ejemplar de su plan de ataque en una trinchera capturada. La ofensiva desencadenada no gozó, pues, de ningún efecto de sorpresa contra unas defensas poderosas el 16 de abril de 1917, y la conocida como Ofensiva de Nivelle se saldó con un fracaso, siendo además de un gran coste en vidas humanas: los Aliados perdieron 350.000 hombres (100.000 de ellos franceses) a cambio de unas ganancias territoriales misérrimas. Tan sólo en el primer día de la batalla, el Ejército francés tuvo 40.000 muertos. Este hecho fue el desencadenante de los motines del ejército francés de 1917, cuya represión se saldó con un elevado número de soldados franceses fusilados.
Un mes más tarde, para superar el desastre provocado, y en medio de críticas que apuntaban hacia su ineptitud para el mando, fue reemplazado por el general Pétain y, caído en desgracia, fue enviado en diciembre de 1917 a tomar el mando de las tropas francesas desplegadas en el norte de África. Regresó a Francia tras la guerra, pasando a situación de retiro en 1921. Falleció en 1924.

### Hoja de servicios
- 1878: Subteniente
- Diciembre de 1913: Coronel
- Octubre de 1914: General

## Presencia mediática
El director cinematográfico Stanley Kubrick se inspiró en la ofensiva organizada por Nivelle para su película Senderos de gloria, en 1957. Dicha película estuvo prohibida en Francia hasta 1975.